# Золушка (опера Массне)
Золушка (фр. Cendrillon) — опера (волшебная сказка) в четырёх актах французского композитора Жюля Массне. Французское либретто Анри Каэна. Либретто основывается на классической сказке Шарля Перро.
Опера была написана в 1894—1895 годах. Премьера состоялась 24 мая 1899 года в Парижской Опера-комик, во времена, когда музыка Массне была на пике своей популярности. Вместе с «Вертером» и «Манон», «Золушка» является одной из самых успешных опер композитора. Тем не менее она не вошла в постоянный репертуар мировых театров.
Партия принца Шармана в оригинале написана для сопрано, но во многих постановках она транспонируется для тенора.

## Действующие лица
| Люсетта (Золушка)                              | сопрано        |
| Мадам де ла Олтьер, мачеха Люсетты             | меццо-сопрано  |
| Принц Шарман                                   | сопрано        |
| Фея                                            | сопрано        |
| Ноэми, дочь Мадам де ла Олтьер                 | сопрано        |
| Доротея, дочь Мадам де ла Олтьер               | меццо-сопрано  |
| Пандольф, отец Люсетты, муж Мадам де ла Олтьер | бас            |
| Король                                         | баритон        |
| Декан медицинского факультета                  | тенор          |
| Суперинтендант удовольствий                    | баритон        |
| Премьер-министр                                | бас            |
| Шесть духов                                    | сопрано, альты |
| Слуги, придворные, доктора, солдаты            |                |

## Либретто

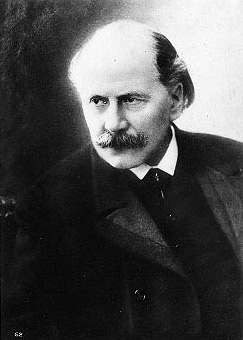
Жюль Массне

### Акт первый. Особняк Мадам де ла Олтьер
Пандольф жалуется на свою судьбу. Он женился на аристократке и теперь не знает покоя. Целыми днями она попрекает его незнатным происхождением, превозносит своего первого мужа и дочерей, преследует его дочь от первого брака Люсетту. Заслышав шаги жены, Пандольф скрывается. Появляется Мадам де ла Олтьер в сопровождении дочерей Ноэми и Доротеи. Мадам тут же подтверждает данную ей характеристику. Она говорит, что загубила свою жизнь, выйдя за Пандольфа. Дочери вторят ей. Затем они набрасываются на слуг, торопя их. Сегодня королевский бал, а ещё ничего не готово. Робко входит Пандольф. Выслушав очередную порцию упреков от жены, он решается спросить о том, поедет ли на бал с ними его дочь Люсетта. Мадам категорически отказывает. Пандольф боится настаивать, и они уезжают с Ноэми и Доротеей. Выходит Люсетта. Она грустит. С тех пор как в её жизнь вошла мачеха, она не знает ни минуты радости. Та заставляет её работать на себя и своих дочерей, отказывая в любых развлечениях. Присев на диван, Золушка засыпает. Появляется фея в сопровождении шести сказочных духов. Золушка достойна того, чтобы присутствовать на королевском балу, и с помощью волшебства она туда отправится. Золушка просыпается, видит фею. Фея снаряжает Золушку на бал, но предупреждает, что в полночь та должна его покинуть.

### Акт второй. Королевский дворец
Придворные и суперинтендант удовольствий суетятся, чтобы устроить все на балу по высшему разряду. Они должны развлечь принца, который уже много дней тоскует. Декан медицинского факультета с несколькими докторами подтверждает, что если принца не развеселить, то это может привести к серьёзной болезни. Премьер-министр также озабочен положением дел. Появляется принц, который жалуется на тоску и скуку. Входит король и дает сигнал к началу бала. Начинается балет, но принц не проявляет к нему никакого интереса. Приезжают Мадам де ла Олтьер, Пандольф и дочери Мадам. Мадам пытается привлечь внимание принца к своим дочерям, но безуспешно. Зато, когда входит Золушка, принц сам идет ей навстречу. Золушка и принц поглощены друг другом и не замечают, как летит время. Внезапно часы бьют полночь. Золушка убегает. Принц остается в отчаянии, он даже не узнал имени прекрасной незнакомки.

### Акт третий. Картина первая. Особняк Мадам де ла Олтьер
Золушка, вернувшаяся с бала, под впечатлением от встречи с принцем. Она полюбила его, но сможет ли ещё раз увидеться с ним, не знает. Возвращается все семейство. Мадам и дочери рассказывают друг другу о своих воображаемых успехах на балу, затем набрасываются на Пандольфа и Золушку. Наконец они уходят. Оставшись наедине с дочерью, Пандольф пытается её утешить. Отец уходит, а Золушка, предаваясь воспоминаниям о бале, засыпает.

### Акт третий. Картина вторая. Волшебная страна
Фея и сказочные духи решают дать возможность Золушке и принцу встретиться вновь. Они произносят волшебные заклинания, и появляются Золушка и принц. Они счастливы, что снова увиделись. Фея сообщает принцу имя незнакомки — Люсетта.

### Акт четвёртый. Особняк Мадам де ла Олтьер
Пандольф входит и обнаруживает Золушку, которая так и проспала до утра, сидя на диване. Золушка просыпается. Теперь она поняла, что свидание с принцем было только во сне. Она рассказывает все отцу. Пандольф пытается её утешить. Внезапно с улицы доносятся голоса хора девушек. Они сообщают, что в особняк сейчас прибудут принц и король. Вбежавшая Мадам де ла Олтьер, думает, что король и принц придут ради неё, наконец-то признано её высокое происхождение и достоинства. В сопровождении придворных входят принц и король. Принц представляет королю Люсетту как свою невесту. Повстречавшись с незнакомкой на балу, принц все время думал о ней, и вот ночью он видел её во сне, где ему открылось её имя. Теперь он убедился, что сон был правдивым. Волшебство действительно существует, и Золушка счастливо соединяется с принцем.